# Leonardo Infante
Leonardo Infante é um município da Venezuela localizado no estado de Guárico.
A capital do município é a cidade de Valle De La Pascua.